# Magdolna Balogh
Magdolna Balogh, coniugata Vargané (Budapest, 13 giugno 1939), è un'ex cestista ungherese.

## Carriera
Con l'Ungheria ha disputato quattro edizioni dei Campionati europei (1960, 1962, 1964, 1968).